# Set núvies per a set germans
Set núvies per a set germans (títol original en anglès Seven Brides for Seven Brothers) és una pel·lícula estatunidenca de 1954, dirigida per Stanley Donen. Ambientada a Oregon l’any 1850, el guió, d'Albert Hackett, Frances Goodrich, i Dorothy Kingsley, està basat en la història "Les Savines", de Stephen Vincent Benét, basada, alhora, en l’antiga llegenda romana del Rapte de les sabines.
La música és de Saul Chaplin i Gene de Paul i les lletres de Johnny Mercer. El film és especialment conegut per les inusuals coreografies de Michael Kidd. La crítica Stephanie Zacharek ha qualificat la seqüència del “Barn-Raising” com un dels números més commovedors que s’han portat a la pantalla. L'obra va guanyar el premi de l’Acadèmia per la millor Banda Sonora d’un film musical i va ser nominada a quatre premis més, incloent l'Oscar a la millor pel·lícula. L’any 2006 l’American Film Institute la va nomenar com un dels millors films musicals americans. La pel·lícula es va doblar al català i va ser emesa en obert, per primera vegada, el 15 d'agost de 1992 pel canal TV3.

## Argument
L’Adam Pontipee, un home de muntanya, baixa a la ciutat per a buscar una muller. Quan visita la taverna local, troba la Milly. Malgrat no es coneixen, tots dos accepten casar-se i ella, mentre van cap a casa de l’Adam, parla de com de feliç la fa haver de cuinar i cuidar un sol home. La sorpresa arriba quan la Milly descobreix que l’Adam és només un dels set germans que viuen sota el mateix sostre.
Els germans, anomenats alfabèticament amb noms de l’Antic Testament, es diuen: Adam, Benjamin, Caleb, Daniel, Ephraim, Frank (diminutiu de Frankincense, perquè l’Antic Testament no té noms que comencin per F), i Gideon. Tots ells pèl-rojos i molt alts, a excepció del darrer, que és ros i més baixet.
Després de la decepció, la Milly tracta d’ensenyar bones maneres als germans de l’Adam i fins i tot els ensenya a ballar. Al principi, aquesta transformació resulta molt difícil perquè ells són homes rudes que han viscut sempre a la muntanya, però aviat comencen a veure que cuidar les seves formes serà l’única manera de poder tenir una dona en un futur.
Tindran l’oportunitat de posar en pràctica tot el que han après amb la Milly en la construcció d’un graner (barn-raising), on coneixeran sis noies: Dorcas, Ruth, Martha, Liza, Sarah i Alice. Les noies, però, ja tenen pretendents de la ciutat, que es burlen i provoquen els germans Pontipee en una lluita durant la construcció del graner. Al principi, els germans tracten de resistir i recordar el que els ha ensenyat la Milly, però l’Adam es nega a deixar-se humiliar pels pretendents rivals, i diu als seus germans més joves que són uns covards per deixar que se’n surtin amb el seu comportament. Els rivals finalment van massa lluny quan ataquen l’Adam, fet que provoca el Gideon i fa esclatar la lluita, en la qual els Pontipee es mostraran superiors físicament. Malgrat no són ells els que comencen la baralla, són desterrats de la ciutat.
Arriba l’hivern i els sis germans segueixen enamorats de les noies que van conèixer al graner. La Milly demana a l’Adam que parli amb ells, tot i que tem que vulguin marxar per anar a buscar les noies. L’Adam llegeix la història de les Savines als seus germans i els encoratja a deixar de plorar per les noies i anar-les a buscar, tot fent el que calgui per recuperar-les.
Ajudats pel seu germà gran, els Pontipee segresten les noies i provoquen una allau per tal que no pugui venir ningú a buscar-les. Es descuiden, però, de segrestar el predicador perquè els pugui casar. Les noies estan furioses pel segrest i la Milly ordena els germans a viure a la granja, “amb la resta dels animals”, mentre les noies viuen a la casa. L’Adam, ofès per la reacció de la seva dona, marxa a la cabana de la muntanya per passar l’hivern tot sol. Durant aquest temps, la Milly s’adona que està embarassada.
Amb l’arribada de la primavera, les noies han perdonat els Pontipee i s’han enamorat d’ells. La Milly té la seva filla Hannah (seguint amb la tradició dels noms per ordre alfabètic). El Gideon visita el seu germà a la cabana per informar-lo del naixement de la seva filla, però ell creu que es tracta d’una estratègia per fer-lo tornar. Aviat, però, la neu es desfà i l'Adam baixa de la muntanya i es reconcilia amb la Milly.
Ara com a pare, s’adona de com de preocupats han d’estar a la ciutat pel segrest de les noies i ordena els seus germans que les tornin a les seves respectives cases, però ells no volen, i les noies, tampoc. Elles s’amaguen i mentre els nois intenten tornar-les a la ciutat, els familiars apareixen a la casa per recuperar-les i venjar-se pel segrest.
Creient que els germans estan forçant les noies, esclata una lluita que finalment és resolta quan el predicador, que és alhora el pare de la més petita de les noies, pregunta de qui és el nadó que ha sentit plorar. Totes les noies contesten a la vegada que el nadó és seu, i davant la incògnita, tothom insisteix que les sis parelles es casin immediatament.

## Crítica
Tot i un escenari menys original que Cantant sota la pluja, també dirigida per Stanley Donen dos anys enrere, i un pressupost poc important per al gènere, la pel·lícula -feta enterament dins l'estudi- va gaudir de la impressionant coreografia de Michael Kidd. Algunes escenes s'han convertit en escenes d'antologia, com el dia de camp que acaba en una baralla amb un ritme frenètic.
A diferència de molts musicals, no ha estat precedida per un èxit musical. Per contra, posteriorment, s'han fet diverses adaptacions teatrals.

## Repartiment
- Howard Keel: Adam
- Jane Powell: Milly
- Tommy Rall: Frank
- Matt Mattox: Caleb
- Russ Tamblyn: Gideon
- Marc Platt: Daniel
- Jeff Richards: Benjamin
- Jacques d'Amboise: Ephraïm
- Betty Carr: Sarah
- Ruta Lee: Ruth
- Nancy Ligas: Alice
- Norma Doggett: Martha
- Virginia Gibson: Liza
- Julie Newmar: Dorcas
- Russell Simpson: Fred Bixby

### Germans
- Adam (camisa verd clar): Howard Keel, cantant professional. És el gran dels set germans. També apareix en el paper de Petruchio, a la versió cinematogràfica de Kiss Me Kate, i a altres papers principals al cinema musical, Rose Marie i Show Boat.
- Benjamin (camisa taronja): Jeff Richards era un jugador de beisbol professional. Encara que atlètic, es mostra en un segon pla (assegut o simplement aturat) durant els números de dansa per no exposar el seu menor nivell. Això, malauradament, va portar la seva parella (Julie Newmar), ballarina de ballet, a un segon terme, també.
- Caleb (camisa groga): Matt Mattox, ballarí professional que va aparèixer als escenaris de Broadway i també va ballar en diversos films de Hollywood. lso danced in many Hollywood musical films. La seva veu va ser doblada per a les cançons pel Bill Lee.
- Daniel (camisa malva): Marc Platt, ballarí professional. Va ballar el paper de a professional dancer, danced the role of Chalmers / Dream Curly en la producció original de Broadway del musical Oklahoma! (1943). També va tenir un paper a la versió cinematogràfica de l’any 1955.
- Ephraim (camisa verd fosc): Jacques d'Amboise, ballarí principal del New York City Ballet al qual es va donar un permís especial per a poder rodar Set Núvies per a Set Germans (tot i que va ser cridat de nou abans d’acabar el rodatge). També va ballar en altres films musicals, com per exemple a Carousel, interpretant el pregoner Starlight Carnival. El documental guanyador de l'Oscar, i el Tony Award “Ell em fa sentir com ballant” és sobre Jacques d'Amboise i com ensenya els nens i nenes a ballar.
- Frank (camisa vermella): Tommy Rall, ballarí i cantant professional que va aparèixer als escenaris de Broadway i també en altres films musicals. Va interpretar el paper de Bill Calhoun (Lucentio) a la versió cinematogràfica de Kiss Me Kate i va ser un dels germans Gallini al film Merry Andrew (era un dels tres ballarins acrobàtics a l'escena del compromís, Salud, concretament el de la camisa vermella). També va ser-hi al film Funny Girl, en el paper del príncep que s’associa amb Barbra Streisand en una paròdia del ballet del Llac dels Cignes.

- Gideon (samarreta blava): Russ Tamblyn va guanyar Morton Downey Jr. pel paper del germà més petit, Gideon. Tamblyn va mostrar el seu entrenament gimnàstic en totes les seqüències d’acció.

### Núvies
(Totes les núvies estan interpretades per ballarines professionals.) 
- Milly: Jane Powell, va canalitzar les experiències que tenia d’haver crescut a Oregon per crear la Milly. Ella i en Howard Keel van interpretar els papers de nou en el revival de Set Núvies per a Set Germans a l'escenari. Jane Powell va aparèixer en diversos papers a altres films musicals com Royal Wedding,  Rich, Young and Pretty i també A Date with Judy.

- Dorcas: Julie Newmar (Newmeyer), una ballarina de ballet clàssic, aconseguiria la fama en el paper de Catwoman, l’any 1960, en la versió per a TV de Batman. També va guanyar el premi Tony a la millor actriu de repartiment pel film The Marriage-Go-Round. Apareix en la comèdia According to Jim.

- Ruth: Ruta Kilmonis va gaudir d’una llarga carrera als escenaris i la televisió. Va treballar amb Lucille Ball, Sammy Davis, Jr., Elizabeth Taylor, Natalie Wood, i Frank Sinatra. Va aparèixer a la sitcom Roseanne.

- Martha: Norma Doggett va actuar als espectacles de Broadway Bells Are Ringing, Fanny, Wish You Were Here, Miss Liberty, i Magdalena durant els anys1940s-50s. La seva veu va ser doblada per a les cançons per Bobbie Canvin.

- Liza: Virginia Gibson va ser nominada a un premi Tony l’any 1957. Va actuar regularment com a cantant i ballarina al show de Johnny Carson.

- Sarah: Betty Carr era una veterana de Broadway. Va ballar a Damn Yankees, Happy Hunting, Mask and Gown, i Fanny (junt amb Norma Doggett). La seva veu va ser doblada per a les cançons per Norma Zimmer.

- Alice: Nancy Kilgas debutava a Set Núvies per a Set Germans. Va ballar a les versions cinematogràfiques d’Oklahoma!, Shake, Rattle & Rock!, i Alfred Hitchcock's Torn Curtain. La seva veu va ser doblada per a les cançons per Marie Greene.

## Premis i nominacions

### Premis[7]
- Oscar a la millor banda sonora de pel·lícula musical (Adolf Deutsch, Saul Champlin)

### Nominacions[7]
- Oscar a la millor pel·lícula (Jack Cummings)
- Oscar al millor guió adaptat (Albert Hackett, Francesc Goodrich, Dorothy Kingsley)
- Oscar a la millor fotografia en color (George J. Folsey)
- Oscar al millor muntatge (Ralph E. Winters)
- Nominació al Globus d'Or al millor actor revelació de l'any 1955 per Jeff Richards